# Кам'янське (Нікопольський район)
Кам'янське — село в Україні, у Червоногригорівській селищній громаді Нікопольського району Дніпропетровської області. Населення — ▼2,1 тис. осіб.

## Географія
Село Кам'янське розташоване за 115 км від обласного центру, на правому березі Каховського водосховища, вище за течією на відстані 1,5 км розташований районний центр, нижче за течією на відстані 0,5 км розташоване село Придніпровське. Через село пролягають автошляхи Н23 Р73 та залізнична лінія Апостолове — Запоріжжя II, пасажирський зупинний пункт Платформа 105 км (за 2 км).

## Історія
До 2017 року підпорядковувалося Придніпровській сільській раді. 13 червня 2017 року ввійшло до складу новоутвореної Червоногригорівської селищної громади.
До 2024 року мало статус селища.

## Населення

### Мова
Розподіл населення за рідною мовою за даними перепису 2001 року:
| Мова            | Кількість осіб | Відсоток |
| --------------- | -------------- | -------- |
| українська      | 2120           | 82,72 %  |
| російська       | 428            | 16,7 %   |
| білоруська      | 5              | 0,2 %    |
| румунська       | 2              | 0,08 %   |
| інші/не вказали | 8              | 0,3 %    |
| Усього          | 2563           | 100 %    |

## Економіка
- Новопавлівський гранітний кар'єр, ВАТ.
- Нікопольський м'ясокомбінат.

## Об'єкт соціальної сфери
- Школа.